# Vivalia
Vivalia est une intercommunale de soins de santé belge créée le 21 octobre 2008 avec comme but la gestion des services hospitaliers et des soins de santé dans les 47 communes affiliées (toutes les 43 communes de la province de Luxembourg et 3 autres de la province de Namur).

## Histoire
Selon le site Data.be, la société hospitalière Vivalia SCRL basée à Bastogne existe depuis le 18 juin 1974.
Le 7 mai 2008, la Coordination Hospitalière Luxembourgeoise (CHL, créée le 18 mai 2004) signe un accord avec l'ensemble des intercommunales hospitalières luxembourgeoises pour la création d'une intercommunale unique de santé. Le 21 octobre 2008, la fusion au sein de la nouvelle entité s'opère, donnant naissance à l'intercommunale transfrontalière Vivalia qui entre en fonction le 1er janvier 2009. L’Association intercommunale Vivalia a été constituée aux fins de créer, d’acquérir, de gérer et d’exploiter sur le territoire de ses associés, des institutions médico-sociales telles que cliniques, maternités, centres de santé, homes pour personnes âgées ou pour enfants, institutions pour enfants handicapés et centres d’accueil ainsi que d’organiser et gérer tout service s’occupant au sens large d’assistance et de soins extra-hospitaliers.
En mai 2011, Vivalia démarre un partenariat avec l'hôpital Hôtel Dieu à Mont-Saint-Martin en France : des médecins belges opèrent le nouvel IRM du centre hospitalier français, et une zone organisée d'accès aux soins transfrontaliers (ZOAST) est établie pour ouvrir l'hôpital français aux usagers belges,.
En mai 2012, Jean-Marie Carrier est élu président de Vivalia.
Dès 2013, des dissensions internes émergent sur l'adoption du Plan 2025 qui prévoit la construction d'un grand hôpital et la remise à niveau d'un autre. Ce plan impliquerait la fermeture de l'hôpital d'Arlon, forçant les usagers belges de cette région à se rendre au Luxembourg pour trouver l'hôpital le plus proche. En décembre 2013, le conseil des cliniques du Sud Luxembourg (CSL) votent à 82% contre le Plan 2025, et réitère ce refus en janvier 2015, ce qui mène à la démission de son président et vice-président.
En février 2018, les quatre communes les plus peuplées et méridionales de l'arrondissement d'Arlon confirment leur désengagement dans la construction du nouvel hôpital à Houdemont, et menacent ne pas participer à son financement à défaut de pouvoir quitter le groupe Vivalia. En août 2018, la région wallonne valide le financement et la construction d'un nouvel hôpital à Houdemont, un projet dont la facture s'élèvera à 355 millions d'euros, financée à 2/3 par la région et 1/3 par Vivalia.
En mai 2022, le groupe hospitalier est victime d'une cyberattaque du groupe Lockbit, qui aurait extrait 400 Go de données et installé un ransomware, et exigerait une rançon pour ne pas les rendre publiques,.

## Description
Depuis le 1er janvier 2009, Vivalia associe les 43 communes de la province de Luxembourg et 3 communes de celle de Namur  ainsi que les provinces en elles-mêmes. Vivalia a pour vocation de gérer les soins de santé de façon centralisée sur un bassin de soins comprenant le territoire de la province de Luxembourg et les communes namuroises proches des établissements de Marche-en-Famenne, Chanly et Libramont.

### Établissements en gestion
L’intercommunale des soins de santé Vivalia compte 1 472 lits agréés, emploie plus de 3 700 personnes et s’adjoint les services d’environ 400 médecins spécialisés.
| Secteur                                             | Capacité (2017) | Établissement                   | Ville             |
| --------------------------------------------------- | --------------- | ------------------------------- | ----------------- |
| Cliniques du Sud Luxembourg (CSL)                   | 403 lits        | Clinique Edmond Jacques         | Virton            |
| Cliniques du Sud Luxembourg (CSL)                   | 403 lits        | Clinique Saint-Joseph           | Arlon             |
| Institut Hospitalier Famenne-Ardenne-Condroz (IFAC) | 271 lits        | Hôpital Princesse Paola         | Marche-en-Famenne |
| Institut Hospitalier Famenne-Ardenne-Condroz (IFAC) | 271 lits        | Hôpital Sainte-Thérèse          | Bastogne          |
| Centre Hospitalier de l’Ardenne (CHA)               | 317 lits        | Centre Hospitalier de l'Ardenne | Libramont         |
| Hôpital psychiatrique                               | 199 lits        | La Clairière                    | Bertrix           |
| Polyclinique                                        |                 | Saint-Gengoux                   | Vielsalm          |
| Maisons de repos / de soins (MR-MRS)                | 155 lits        | MR-MRS Saint-Gengoux            | Vielsalm          |
| Maisons de repos / de soins (MR-MRS)                | 135 lits        | MR-MRS Val des Séniors          | Chanly            |
| Maisons de repos / de soins (MR-MRS)                | 54 lits         | MRS Saint-Antoine               | Virton            |
| Maisons de repos / de soins (MR-MRS)                | 66 lits         | MR Seniorie                     | Sainte-Ode        |
| Habitations protégées (HP)                          | 16 places       | HP Famenne-Ardenne              | Bertrix           |
| Maison de soins psychiatriques (MSP)                | 30 lits         | MSP « Belle-Vue »               | Athus             |

### Secteurs d'activité
Les six sites hospitaliers réunis constituent le cœur d’activités de Vivalia qui a structuré trois secteurs de soins de santé :
- Le secteur Aide médicale urgente, chargé d’organiser les moyens garantissant une intervention, dans un délai inférieur à 15 minutes, à l’ensemble de la population du bassin de soins ;
- Le secteur Prise en charge de la personne âgée, intégrant la gestion des maisons de repos - maisons de repos et de soins. Celles-ci accueillent les personnes valides, en perte d’autonomie physique et/ou psychique, invalides, désorientées (démence, maladie d’Alzheimer...) ;
- Le secteur Santé mentale, coordonnant une maison de soins psychiatriques ainsi que des habitations protégées. La maison de soins psychiatriques est un établissement résidentiel qui propose un milieu de vie adapté aux personnes dont la santé mentale est altérée par des troubles psychologiques chroniques stabilisés. Les habitations protégées permettent, quant à elles, l’hébergement et l’accompagnement des personnes ayant besoin d’aide dans leur vie quotidienne pour des raisons psychiatriques. Les habitations protégées organisent également un service de soins psychiatriques à domicile.

## Gouvernance
- [12]Président : Yves Planchard
- Vice-président : Philippe Bontemps
- Directeur général : Yves Bernard